# عين الحوت
عين الحوت قرية صغيرة في ضاحية تلمسان شمال غرب الجزائر. تبعد عن وسط المدينة ببضع كيلومترات وتقع ضمن نطاق تلمسان الكبرى، تعد تابعة إداريا لبلدية شتوان، وهي قرية عتيقة ذات تاريخ عريق آوت وأنجبت شخصيات عديدة كان لها أثر كبير في تاريخ تلمسان وبلاد المغرب عامة مثل المولي محمد بن سليمان بن عبد الله الكامل والإمام أبي عبد الله الشريف التلمساني وسيدي عبد الله بن منصور الحوتي.

## الموقع والتسمية
هي قرية صغيرة شمالي تلمسان تبعد عن وسط المدينة سبعة (7) كلومترات. تقع في سفح هضبة عين الحوت أسفل حي أوجليدة مقابلة لمرتفع شتوان وتعد مبتدأ سهول تلمسان الشمالية الواسعة لها طريق رئيسي واحد تتركز فيه كل مصالح القرية بدءا من العين والمسجد والحمامات والأفران والمساكن قديما إلى مختلف الدكاكين والمقاهي حديثا ولا يتعدى سكانها عشرة آلاف ساكن. ارتبط اسمها بتاريخ تلمسان فلا يكاد يخلو كتاب تاريخ من ذكرها. كانت تسمى قديما بقرية الأشراف العلويين وتختصر بالعلويين وعرفت أيضا بمدينة الزهور لكثرة الرياض والبساتين بها أما تسمية عين الحوت فهي متأخرة ظهرت بداية القرن التاسع الهجري (الخامس عشر ميلادي) نسبة إلى عين غزيرة في مدخل القرية محاطة بصهريج صغير فيه بعض الأسماك الحمراء والبنفسجية التي مازالت موجودة إلى الآن.

## التاريخ

### الإمارة السليمانية
كان الأمازيغ الأصليون من بني يفرن والمغراويين أول من استوطن تلمسان وانتشر بنواحيها وكانوا منتشرين بسهولها ولم تعرف لهم تجمعات سكنية بمحيط عين الحوت وكانت نقطة التحول في تاريخها قدوم المولى محمد بن سليمان بن عبد الله الكامل المحض بن الحسن المثنى بن سيدنا الحسن بن علي بن أبي طالب  إلى تلمسان فارا من موقعة فخ قرب مكة المكرمة سنة 169 هـ وقيل والده سليمان بن عبد الله والأصح أنه محمد بن سليمان وهو الذي عليه جمهور المؤرخين والأغلب أن محمد بن سليمان ولد لأبيه بالحجاز وأمه لبانة بنت لشاشة الفزاري وقد قتل بفخ كثير من العلويين على يد العباسيين منهم أبو محمد سليمان بن عبد الله الكامل واستقر به المقام بعين الحوت فكان أول من أسسها نظرا لموقعها كملتقى لطرق تلمسان «ومن ذلك الحين دعيت قرية العلويين أيضا إلا أنه غلب عليها اسم عين الحوت فيما بعد»  وبايعته قبائل تلمسان كلها على السمع والطاعة والإمارة بعد أن عرفوا نسبه وعلمه وصلاحه فكانت الإمارة السليمانية بتلمسان سنة 173 هـ (790 م) والتي انضوت فيما بعد تحت لواء الدولة الإدريسية بعد أن بايع المولى محمد بن سليمان بن عبد الله لابن عمه إدريس الثاني بن إدريس سنة 199 هـ (815 م) فجعل له إمارة تلمسان وما بعدها من المغرب الأوسط سنة 202 هـ (818 م) ورجع إلى فاس. فأقام محمد بن سليمان بعين الحوت أميرا وعالما وفقيها ناشرا للدين والعلم وتزوج بها من امرأة من حلفاءه البربر الأمازيغ وأعقب عشرة ذكور أعقب منهم أربعة فكانوا أصل الشرفاء السليمانيين في بلاد المغرب والمشرق وتوفي بوهران ودفن بجبل وهران  بعد أن قسم الإمارة السليمانية على أولاده وكان خليفته من بعده ابنه أحمد بن محمد بن سليمان وبقيت عين الحوت من بعده مستقرا لأبنائه فكانت دار الإمارة السليمانية ومهد نشر وتعليم الدين الحنيف وتعتبر مرحلة الإمارة السليمانية أولى مراحل تاريخ عين الحوت وأهمها وقد عمرت وازدهرت في هذه المرحلة ولقبت بقرية الأشراف العلويين ومن آخر أمراءها محمد بن أحمد بن القاسم بن محمد بن أحمد بن محمد بن سليمان بن عبد الله الكامل وابنه القاسم بن محمد بن أحمد بن القاسم بن محمد بن أحمد بن محمد بن سليمان بن عبد الله الكامل وقد ترك بنو سليمان تلمسان ولم يبق منهم بها أحد أوائل القرن الرابع الهجري (التاسع الميلادي) وانتشروا في ربوع البلاد وتملكها بعدهم رجل من أبناء ملوك زناتة ولم يبق من آثارهم إلا مكان المسجد العتيق الذي جدد من بعد وقبر محاط بأسوار صغيرة كانت أمامه نخلة طويلة قيل هو قبر المولى سليمان بن عبد الله الكامل حسب الروايات التي تثبت أنه هو من دخل تلمسان وقد ذكر بعض النسابين حفيدا لمحمد بن سليمان اسمه سليمان بن أحمد بن محمد بن سليمان بن عبد الله ولعله هو دفين عين الحوت فاختلط خبره على المؤرخين.

### الأشراف الحموديون
بعد أن هجر بنو سليمان تلمسان انقطع ذكر أخبار عين الحوت مدة من الزمن لكنها ظلت معروفة بقرية العلويين وبقيت قبلة للعديد من أهل المغرب والأشراف خاصة ويعلم من هذه المرحلة نزول بعض الأشراف الأدارسة من الحموديين أصحاب جزيرة صقلية من بني عمر بن إدريس الثاني بن إدريس الأكبر بعين الحوت وكانوا فيها أواسط القرن السابع الهجري أي حوالي سنة 650 هـ (1250 م) وربما وفدوا إليها قبل ذلك بزمن وكان منهم الإمام أبو عبد الله محمد بن أحمد بن علي الشريف التلمساني العالم الأصولي الشهير وعلامة تلمسان بزمنه بلا منازع صاحب كتاب «مفتاح الوصول إلى بناء الفروع على الأصول» ولد بعين الحوت سنة 710 هـ (1310 م)  وتوفي بتلمسان سنة 771 هـ (1370م) بنا له أبو حمو موسى الثاني الزياني المدرسة اليعقوبية وجعله قائما عليها وزوجه ابنته ودفنه بالمدرسة جنب أبيه أبي يعقوب وعمه السلطان أبي سعيد ومنهم أيضا أبناءه أبو محمد عبد الله الغريق بن الشريف التلمساني وأبو يحي عبد الرحمن بن الشريف التلمساني ومازالت ذريته معروفة بتلمسان من عائلة «بو عبد الله» وتعتبر هذه المرحلة الثانية من تاريخ عين الحوت إلى أواخر القرن الثامن الهجري (الرابع عشر ميلادي) وبعين الحوت قبر أحد أحفاد الشريف التلمساني وهو أبو عبد الله الشريف الحوتي وعائلته.

### آل بن منصور
وفد إلى عين الحوت في بدايات القرن التاسع الهجري (الخامس عشر ميلادي) «عبد الله بن منصور الحوتي بن يحي بن عثمان» وقد اختلف في نسبه أهل علم النسب. وقيل انه من الأدارسة وقد ترجم له "ابن مريم التلمساني" في البستان فقال «عبد الله بن منصور الحوتي بن يحي بن عثمان المغراوي» وقد ذكر محقق كتاب البستان في طبعته الجديدة أن «ابن مريم» توفي بعد سنة 1025 هـ 1616 م  لذلك فهو أقرب من ترجم لعبد الله بن منصور زمنا وقد نقل بعض أخباره من «جيران داره بدرب الأندلسيين» وتعد ترجمته أوثق الروايات. و«المغراوي» نسبة لأرض ومجال قبيلة مغراوة الرئيسي بين وهران و«حوض الشلف» من بلاد المغرب الأوسط (الجزائر).و ذكره محمد بن يوسف الزياني ضمن علماء وأولياء مغراوة فقال: «ومنهم ذو الكرامات الرّائقة والخوارق الفائقة، أبو محمد عبد الله بن منصور الحوتي بتلمسان». وذكره أيضا النسابة القاضي حشلاف في كتابه الشهير «سلسلة الأصول في شجرة أبناء الرسول» ضمن ذرية عبد السلام بن مشيش في مغراوة مع البوعبدليين من ذرية القاضي «واضح بن عثمان المغراوي» فقال: «ومنهم الشيخ عبد الله بن منصور الحوتي»  و«يحي بن عثمان المغراوي» وأخوه «واضح بن عثمان المغراوي» هما ابنا [عثمان بن محمد بن عيسى بن أحمد فكرون بن محمود القاسم بن عبد الكريم بن محمد بن عبد الله بن أحمد] من ذرية محمد بن عبد السلام بن مشيش العلمي. وقد ذكر النسابة الشباني في كتابه «مصابيح البشرية في أبناء خير البرية» أن عبد الله بن منصور ينتسب إلى سيدي الشرقي من العمرانيين وهو سيدي الشرقي بن أحمد بن عمران بن محمد بن داوود بن موسى بن عمران الأكبر بن يزيد بن صفوان بن خالد بن زيد بن عبد الله بن إدريس الثاني بن إدريس الأكبر  ولم يزد على ذلك.
وقد عرف انه «كان رجلا بسيطا محبا للخير ملتزما بمبادئه زاهدا في أخلاقه». وقد كان له لقاء مع سلطان تونس أبو عمرو عثمان الحفصي الذي غزا تلمسان سنة 870 هـ (1465م) فجاءه الشيخ عبد الله بن منصور ناهيا وناصحا وكانت له وقائع كثيرة مع سلطان تلمسان أبو عبد الله الثابت الزياني وغيره مما ذكره ابن مريم التلمساني في ترجتمه لسيدي عبد الله بن منصور الحوتي في كتابه «البستان في ذكر العلماء والأولياء بتلمسان» وقد كان ذا منزلة عظيمة في تلمسان وكان له دار بدرب الأندلسيين لكنه كان أغلب أيامه بعين الحوت وكان يستغيث به أهل المدينة ليشفع لهم عند السلطان وغيره فيما أصابهم من أهوال خاصة أنه عاصر أواخر زمن دولة بني زيان الذي كثرت فيه الفتن وكان إذا جاء «حصن المشور» فتح له الحراس أبوابه وأدخلوه إلى السلطان وروي أنه كان مستجاب الدعاء والله أعلم فكان السلطان يخاف أن يدعو عليه وفي «البستان» أنه ذات يوم دخل المدينة فوجد الناس في الجامع الأكبر في هرج ومرج عظيم وقد طالبهم السلطان بسلف كبير من الأموال فلما رأوه طلبوا شفاعته عند السلطان فذهب إلى «المشور» يطلب العفو عن الناس بعدما رأى أمرهم وهاله حالهم فامتنع السلطان فقال له الشيخ «أفسدت بيت مال المسلمين وتطلبهم السلف والله لا يعطونك إلا الوجع» وخرج من عنده فما لبث أن أصابه وجع ببطنه فانطلق وزراء السلطان في إثره وأعادوه من باب زاوية سيدي الحلوي ليرقي للسلطان ويدعو له بالشفاء وفي «البستان» أيضا أنه ذهب يوم الجمعة يصلي بجامع «الحنايا» وكان السلطان يصطاد برياضها فلما أدركته الصلاة جاء يصلي بالجامع والخدم يبسطون له الزرابي والفرش فقام إليه الشيخ ينهاه عن ذلك ويزجره قائلا: «تكبرت تمشي على الفرش» فاستمع السلطان لكلامه وقبل نصحه. وكان الشيخ عبد الله بن منصور كثير العبادة والتبتل وكانت له خلوة بمغارة تدعى «غار بنت عامر» قرب عين الحوت يعتزل فيها الناس ويتفرغ للعبادة والتضرع. وقد تزوج من امرأة اسمها السيدة مريم بنت محمد أبي عبد الله الشريف الحوتي صاحب عين الحوت وسيدها وقيل أنه سليماني ولكنه قول ضعيف لأن بني سليمان تركوا تلمسان في القرن الثالث الهجري كما قال ذكرنا من قبل وتحقيق زمن حياة أبي عبد الله الشريف الحوتي وذريته يبين لنا أنه حفيد الإمام الشريف التلمساني من ابنه الذي يكنى به عبد الله الغريق وكان عبد الله يكنى بأبي محمد لأن بني الإمام الشريف التلمساني كانوا أشراف عين الحوت وسادتها حينئذ وبهذا تكون زوجة الشيخ عبد الله بن منصور هي السيدة مريم بنت محمد بن عبد الله بن محمد أبي عبد الله الشريف التلمساني الإدريسي وكانت تدعى ب«لالة مريم» كما قال ابن مريم في «البستان» أن السلطان أبو عبد الله الثابت الزياني لما ذهب لعين الحوت نادى عند باب بيت الشيخ عبد الله «يا لالة مريم...» وقد ورث الشيخ السيادة عن أصهاره وأصبح صاحب عين الحوت وسيدها وأنجبت له السيدة مريم بضعة أبناء منهم: محمد الأكبر المدعو حمو والعربي ومحمد الأصغر المدعو الإمام وجابر والعباس وقد أنجب بعضهم وكانوا أصل ذريته الكريمة ومن ذريته الشيخ «سيدي محمد بن علي» الذي عاش في القرن الحادي عشر الهجري (السابع عشر ميلادي) وكان شيخ زاوية عين الحوت وكان أبوه «علي بن محمد» قاضيا بتلمسان وكان كثير الخلوة والتعبد وله مؤلف في هذا وقيل كان صوفيا عابدا والله أعلم وقد أرسى ركائز مدرسة عين الحوت وزاويتها فاشتهرت خاصة بتعليم القرآن الكريم بالمسجد العتيق وكان لها أتباع كثيرون من مدينة تلمسان ومن مناطق أخرى إذ كان الولاء لإحدى الزوايا شائعا وكان أكابر أهل المدينة يزورون عين الحوت ويعلنون ولاءهم لزاويتها توقيرا لأهلها وممن نذكر منهم شاعر تلمسان الشهير «ابن مسايب» الذي «فر إلى عين الحوت مستجيرا بشرفائها من الحاكم التركي» الذي أمر بسجنه وأعلن توبته بها وقال فيها قصيدته الشهيرة:
وهي قصيدة طويلة أعلن بها «ابن مسايب» توبته من الغزل والتشبيب ومدح فيها مشايخ المغرب والمشرق وبدأ بذكر عبد الله بن منصور الحوتي الذي أجاره أحفاده وآووه لمكانتهم المحترمة عند حكام الأتراك وانطلق بعدها إلى مكناس بالمغرب الأقصى.

### المرحلة العثمانية
خلال فترة الحكم العثماني للجزائر كانت لأهل عين الحوت مكانة مميزة عند الدايات والبايات وقد أصدر الداي الحاج أحمد باشا سنة 1695 م أمرا لصالح أولاد عبد الله بن منصور بعين الحوت ينص على شرفهم وإعفاءهم من الرسوم ووجوب احترامهم وحسن معاملتهم تجديدا لأوامر سابقة لمن كان قبله من الحكام.
وقد أمر الداي الدولاتي علي باشا سنة 1761 م ببناء ضريح الشيخ سيدي محمد بن علي كما أمر الباي مصطفى المنزالي باي الغرب سنة 1802 م ببناء ضريح سيدي عبد الله بن منصور  هي المعالم الوحيدة التي بناها الأتراك بتلمسان إلى جانب جامع سيدي اليدون ودار الحكم التي عرفت بدار البايلك. وقام علي باشا بإصدار مرسوم إعفاء آل عبد الله بن منصور من الضرائب.
أمر الحاج أحمد باشا داي الجزائر بين 1695 م و1697 م  لصالح أهل عين الحوت سنة 1107 هـ 1695 م:
«الحمد لله وحده وصلى الله على سيدنا محمد وعلى آله وصحبه وسلّم تسليما، ليعلم من يقف على هذا الأمر الكريم والخطاب الواضح الجسيم، النافذ أمره، والعليّ شأنه وقدره، من المعظمين البايلار وكافة القواد والعمال، والخاص والعام، وجميع المتصرفين بالأحوال ببلد تلمسان سدّد الله الجميع ووفّق الكل إلى صالح القول وحسن الصنيع».
«أما بعد، فإنّا أنعمنا على المعظمين الأخيار السادات الشرفاء أهل عين الحوت ببلد تلمسان ، و جدّدنا لهم حكم الأوامر التي بأيديهم لإخواننا الباشا لار، والحكام المتقدمين قبلنا بحرمهم واحترامهم، ورعيهم وإكرامهم، وحفظ جنابهم، بحيث لا تهتك لهم حرمة، ولا يهضم لهم جناب، ولا يصلهم أحد بأذيّة ولا مكروه، ولا يقاس بما يقاس بهم غيرهم»
«و أن لا يطالبهم أحد بمطلب كان من جميع المطالب المخزنية، والوظائف السلطانية قلّت أو جلّت، ولا لأحد إليهم من سبيل بوجه من الوجوه، وأجريناهم في جميع أمورهم وكافة شؤونهم ومآربهم على سبيل عاداتهم وعادة السادات الأشراف أوايلهم قبلهم ولا يُطالبون بعشر ولا بقانون مثل ما هي عادات السادات أوايلهم قبلهم»
«كل ذلك مراعات (كذا) منالهم، ورغبة في شفاعة جدهم المصطفى صلّى الله عليه وسلّم وشرّف وكرّم ومجّد وعظّم، من غير معارض لهم في ذلك، ولا منازع، ولا مدافع، إنعاما تامّا، وتحريرا مطلقا مفوّضا شاملا عامّا، فحسبُ من يقف عليه أن يعمل بما فيه ولا يخالف أحدٌ عليه ولا يتعدّاه ومن تعدّ (كذا) الحد فقد استجوب الحدّ والله الموفّق للصواب، وإليه المرجع والمآب، لا رب غيره، ولا معبود سواه، والأمر كله له، وما توفيقي إلا بالله ولا حول ولا قوة إلا بالله، والسّلام»
«و كتب عن إذن المعظم الأرفع، الدولاتي السيد الحاج أحمد لطف الله به آمين».
أواخر صفر الخير عام 1107 هـ " 

### الاحتلال الفرنسي
وعند احتلال تلمسان من طرف الفرنسيين سنة 1842 صارت عين الحوت تحت وصاية السلطات الاستعمارية مثل باقي مناطق الجزائر لكن قوات الاحتلال لم تتمركز بالقرية إلى اندلاع الثورة التحريرية سنة 1954 حيث قامت السلطات الفرنسية ببناء برج مراقبة عسكري على هضبة عين الحوت يحيط بضريح سيدي عبد الله بن منصور من كل الجهات وكان مجهزا بأقبية وسجون وأبراج مراقبة وأماكن للتعذيب كما لم يستوطنها أي من المعمرين الأوربيين إلى أن قام الاحتلال ببناء المدرسة الابتدائية سنة 1935 وعين بها مدير ومعلم أوربيان وكانت عين الحوت منطقة معروفة خلال الثورة التحريرية فقد كانت سهولها المنبسطة مركز إمداد وعبور للكثير من كتائب جيش التحرير الوطني وقد سقط الكثير من أبناءها شهداء فوق أرض الوطن في سبيل الله من أجل تحرير الأرض. نذكر منهم «اليبدري منصور» و«الإخوة عبد الرحيم وحبيب بن منصور» و«سليمان برزوق» و«البرنوسي» وغيرهم كثير. 

### ما بعد الاستقلال
بعد الاستقلال صارت عين الحوت تابعة لبلدية شتوان حسب التقسيم الإداري الجديد بعد أن كانت تابعة لبلدية تلمسان ومضى عليها نصف القرن كأن لم يتغير بها شيء ومازالت بطريقها الرئيسي الوحيد وتنقصها بعض المرافق الأساسية.

## العادات والتقاليد والمواسم
ككل المسلمين في الأرض يمثل عيدا الفطر والأضحى أهم الأعياد وعادات الأعياد تكاد تكون نفسها عند جميع المسلمين.
معظم هذه العادات كانت في الماضي وقد تركها معظم الناس خاصة بعد انتشار الحركات الإصلاحية في العالم الإسلامي ونذكرها في هذا السياق كمادة تاريخية لأحداث ووقائع كانت جزءا من تاريخ المجتمع. وكان أهل مدينة تلمسان يزورون الأولياء ابتداء من ثالث أيام العيدين لما كانوا يعتقدون من التبرك بالأولياء وكانوا يبدؤون زيارتهم في اليوم الثالث بعين الحوت فيأتونها سيرا على الأقدام من المدينة رجالا ونساء وأطفالا يمضون يومهم بها وكانوا إذا وصلوا إلى القرية وضعوا متاعهم ودوابهم بجوار أشجار الزيتون عند مشارفها وكان أتباع «عيساوة» يأتون في هذا اليوم لعين الحوت يقيمون بها مهرجانهم وألعابهم ويغنون قصائدهم وأغانيهم 
أما المولد النبوي فقد كان يحتفل به بعين الحوت كأهل المدينة إذ يجتمع الرجال بعد صلاة العشاء بالمسجد العتيق ينشدون قصائد المديح المختلفة ويتلون القرآن إلى الفجر. وكانت العائلات تقوم بتحضير المأكولات والحلويات الخاصة بالمناسبة وتزيين البنات بالألبسة التقليدية مثل «القرفطان» وتقوم أحيانا بختان الأطفال. وكان اليوم السابع بعد المولد يسمى «بيوم التشويشة»، يقام به احتفال بهيج بجانب ضريح «سيدي محمد بن علي»  تُغنى فيه قصائد الحوفي النسائي التلمساني المشهورة بتلمسان.و الكثير من هذه القصائد تتغنى بعين الحوت وأوليائها وأهلها الشرفة (الشرفاء) المعروفين والمحترمين بمدينة تلمسان ومنها: 
ويقصد بالبيت الأخير سليمان بن عبد الله الكامل.
أما الأعراس فكان يحتفل بها مثل أهل مدينة تلمسان إذ كانت عين الحوت من أقرب ضواحي المدينة وكانت الأعراس تقام سبعة أيام وليالي ويمكن أن تصل إلى الأربعة عشر يوما تقام فيها مختلف الإحتفالات والعادات، وكانت الأجواق الموسيقية للمدينة تحيي ليالي الأعراس بعين الحوت مثل فرقة الشيخ محمد بن العربي بن صاري والشيخ أحمد ملوك. وكانت للجنائز أيضا عادات معينة مثل عادات المدينة.

## التركيبة السكانية
وكان أول من أنشأ القرية واستقر بها المولى محمد بن سليمان بن إمام المدينة النبوية عبد الله الكامل بن الحسن المثنى بن سيدنا الحسن بن علي بن أبي طالب  وتزوج بها وأنجب بها أولاده ومنهم إدريس وعيسى وأحمد والحسن وإبراهيم وحمزة وعلي وعبد الله المعروف بالفقيه المحدث والذي ورد الكوفة وروى الحديث وكان ذا قدر جليل  واستقروا بها بعده إلا بنو ولد واحد هو إدريس بن محمد بن سليمان ارتحلوا إلى مناطق جراوة والتي عرفت ببلاد حمزة وهي ما يعرف اليوم ب«البويرة». واستقر بنو سليمان بعين الحوت وكانت تسمى قرية العلويين كما ذكرنا وكثروا بها ثم بدأوا بالتفرق في البلدان والأقاليم إلى أن تركوها قاطبة كما ذكرنا من قبل ولم يبق منهم بتلمسان بيت معروف إلا بعض الأسر المتفرقة بنواحي تلمسان منهم بنو حمزة بيبدر شرق تلمسان العائدون من «جراوة» الذين ينتسبون إلى الدوحة السليمانية الذين منهم عائلة «بن حمزة الشريف» وفروعها المعروفة بمدينة تلمسان.
ثم استقر بها من بعدهم كما ذكرنا من قبل فرع من الأدارسة الحموديين ولم يكونوا كثرة فربما لم يكونوا إلا أسرة واحدة هم آباء عالم تلمسان وإمامها أبو عبد الله الشريف التلمساني وقد كان له ذرية بتلمسان ويعرف من أولاده اثنان أبو محمد عبد الله الغريق وأبو يحي عبد الرحمن وذريته انتشرت وملأت الآفاق فهم في تلمسان معروفون أعلام منهم عائلة معروفة لقبها «بو عبد الله» ويكنون بعائلة «الشريف» منهم فرع بعين الحوت كما يوجدون بعدة مناطق من الجزائر والمغرب ومنهم آل«العلويني» بتونس وآل «مولاي الزين» بموريتانيا وقد زوج حفيد الإمام الشريف التلمساني ابنته للشيخ عبد الله بن منصور.
واستقّر بعدهم بعين الحوت الشيخ عبد الله بن منصور بن يحي بن عثمان المغراوي وتزوج امرأة من عين الحوت هي السيدة مريم بنت أبي عبد الله محمد بن أبي محمد عبد الله الغريق بن أبي عبد الله الشريف التلمساني وأنجبت له عدة ذكور منهم محمد الأكبر المدعو حمّو ومحمد الأصغر المدعو الإمام ومعظم ذرية الشيخ عبد الله بن منصور معروفون بعين الحوت وتلمسان لكن ذلك لا يمنع وجود ذريته في مناطق أخرى خاصة مما عرف من هجرة الكثير من العائلات من تلمسان والجزائر عامة من مناطقها الأصلية أيام بعض الفتن خلال العهد العثماني وخاصة عند دخول الاحتلال الفرنسي للجزائر.
أما الباقون بعين الحوت فهم عشيرة كبيرة تضم عدة أسر وألقاب من أبناء «عبد الله بن منصور» الذين أعقبوا ذرية ورغم وجود الكثير من الألقاب المشابهة في عدة مناطق بنواحي تلمسان من «سبدو» إلى «ندرومة» إلا أن أهل عين الحوت منهم معروفون ومعظمهم مسجلون بسجلات الحالة المدنية لبلدية تلمسان بأسماءهم ومشجراتهم العائلية.
وتعتبر عائلة «بن منصور» أكبر هذه الأسر وأكثرها عددا وهم أشهر ذرية الشيخ عبد الله بن منصور وهم ذرية محمد الأصغر بن عبد الله بن منصور وقد ورث محمد الإمام الصلاح والوجاهة عن أبيه ومعظمهم من ذرية الشيخ «محمد بن علي بن محمد الإمام بن عبد الله بن منصور» المذكور من قبل وهم كثرة ومعروفون بتلمسان وبلاد المغرب عامة وهاجر بعضهم إلى «فاس» بالمغرب الأقصى ومنهم أعلام كثيرون في مدينة تلمسان شاركوا في مختلف الميادين الدينية والعلمية والثقافية والاقتصادية فمنهم الفقهاء والقضاة فقد كان «علي بن محمد بن عبد الله بن منصور» حفيد الشيخ عبد الله بن منصور قاضيا بتلمسان وكان ابنه الشيخ «محمد بن علي» شيخ وفقيه زاوية عين الحوت وكان سي عبد القادر بن منصور إماما بجامع عين الحوت ثم جامع الشرفاء ثم بالجامع الأعظم بتلمسان وسي نور الدين بن منصور إمام جامع عين الحوت ومدرس القرآن به ومنهم المؤرخ الشهير الدكتور«عبد الوهاب بن منصور» رحمه الله مؤرخ المملكة المغربية السابق والمؤرخ والباحث والمؤلف عبد الرحيم بن منصور والكاتبة المعروفة لطيفة بن منصور وعضوا جوق الشيخ العربي بن صاري وابنا أخته الأخوان عبد الله وزين العابدين بن منصور ومن المعاصرين مطربة الحوزي والأندلسي ليلى بن منصور البرصالي وكان بعض آل بن منصور يملكون محلا معروفا قديما كمخزن للسلع ومربط الحيوانات بوسط المدينة يعرف بفندق «بن منصور» 

### أعلام من عين الحوت
- محمد بن سليمان بن عبد الله الكامل الحسني: مؤسس الدولة السليمانية بالمغرب الأوسط.
- أبو عبد الله الشريف التلمساني: شيخ علماء تلمسان في القرن الثامن الهجري.
- عبد الله بن منصور الحوتي: من أعيان الأشراف الحسنيين بتلمسان في القرن التاسع الهجري.
- علي بن محمد بن عبد الله بن منصور: قاضي بتلمسان في بداية العهد التركي.
- محمد بن علي بن محمد بن عبد الله بن منصور: شيخ زاوية عين الحوت في القرن العشر الهجري.
- عبد الوهاب بن منصور: مؤرخ ومن أعيان فاس بالمملكة المغربية.
- عبد الرحيم بن منصور: باحث مؤرخ.
- عبد القادر بن منصور: إمام الجامع الكبير بتلمسان.
- لطيفة بن منصور: كاتبة وباحثة.
- عبد الله وزبن العابدين بن منصور: موسيقيان من جوق الشيخ العربي بن صاري.
- ليلى بن منصور البرصالي: مطربة الموسيقى الأندلسية.
- محمد الحبيب منصوري: مطرب الموسيقى الأندلسية.

## الطبيعة الجغرافية والإقتصادية
تقع عين الحوت في سفح مرتفع أوجليدة في منحدر تبتدأ به سهول واسعة تمتد إلى وادي «الفحول» وجبال «سبع شيوخ» وهو ما يعرف بسهل «سكاك» ويقطعها وادي المفروش الذي يمر بشلالات «الوريط» ويعرف أيضا بوادي «الصفصيف» عند مروره بمنطقة «الصفصيف» ويقطع سهول القرية شمالا ليصب في سد «سكاك». ويحيط بالوادي حزام من البساتين والرياض الخضراء تعتبر من أجمل المناظر في تلمسان ويعد الوادي مصدر ري للأراضي الزراعية ومناخ القرية أقل برودة قليلا من المدينة شتاء ومثل مناخها صيفا. وتعتبر سهول القرية وبساتينها ورياضها من أجمل المناطق الطبيعية خاصة الحزام الأخضر المجاور للوادي وتكثر بها المنابع والعيون العذبة مثل العين الرئيسية بمدخل القرية وعيون حقول «الحرة» وعين «العنصر» بمنطقة تغاليمت والعيون المجاورة للوادي مثل عين «بنت السلطان» وأشهرها عين «تحاماميت» المشهورة وهي عبارة عن عين معدنية غزيرة معتدلة الحرارة محاطة بصهريج معد للسباحة وتقع في سفح جبل بجانب الوادي وسط طبيعة خلابة وفي أعلى الهضبة توجد عين «السخون» وهي عين معدنية ساخنة تنبع من كهف صغير وتتجمع في بركة صغيرة للاستحمام وتتميز بخصائص معدنية شفائية.
تعتبر عين الحوت قرية فلاحية بالدرجة الأولى فقديما لم يعرف بها نشاط غير الفلاحة إلا بعض النشاطات الضرورية للحياة اليومية وكان أهلها يمكلون معظم الأراضي والسهول المحيطة بها وصولا إلى شتوان وأوزيدان وسكاك والحنايا وكانت كل هذه الأراضي ملكا لأهل عين الحوت وكانت كل عائلة تملك أراضي معينة أغلبها متجاورة ومع نهاية القرن التاسع عشر وبداية القرن العشرين قامت الكثير من العائلات ببيع بعض أملاكها خاصة من انتقلوا إلى المدينة أو إلى وهران أو إلى مناطق أخرى مثل المغرب فاشترت الكثير من هذه الأراضي الأسر الوافدة إلى عين الحوت وبعض من أهل تلمسان وأوزيدان والحنايا وقد لعبت الموارد المائية دورا جوهريا في هذه الأنشطة الزراعية إذ كانت لكل منطقة زراعية عين قريبة منها يتم الري بها بالتناوب فكانت بساتين منطقة «الحرة» في مدخل القرية تسقى من «عين الحرة» أما الحقول والبساتين القريبة من القرية فتسقى من العين الرئيسية ومنطقة تغاليمت وما جاورها تسقى من «عين العنصر» وكانت المناطق الشمالية تسقى من الوادي الذي يعتبر عصب الري لما حوله أما تربية الأنعام فكانت تنحصر قديما في تربية بعض الرؤوس للاستهلاك العائلي أما الأبقار فكانت تربى للاستهلاك الشخصي للحليب ومشتقاته إذ لا تجد قديما إلا بقرة لكل عائلة من أجل المنفعة الشخصية وقد كانت بعض العائلات الميسورة تربي حيوانات الزينة خاصة الخيول.
كان أهل عين الحوت دائمي الاتصال بالمدينة والتردد عليها يقتنون معظم ما يحتاجون إليه منها مباشرة رغم ذلك وجدت في القرية بعض الأنشطة التجارية والحرفية المحدودة مثل دكاكين الأغذية والأعشاب والتوابل واللحوم والحلاقين الذين كانوا أحيانا يمتهنون الحجامة والحمامات مثل حمام بن منصور القديم والتي كانت تستعمل الحطب لتسخين المياه وبعض الخبازين أو من كانوا يعرفون بلقب «الطراح» وهو صاحب الفرن الذي يقوم بإنضاج خبز العائلات ومختلف الحلويات أما الحرف فكانت نادرة الوجود لا تتعدى بعض البنائين وبعض الحلفاويين المختصين بالحصير ومنتجات الحلفاء.
أما الحرف النسائية فكان معظمها غزل الصوف إذ اشتهرت نساء عين الحوت بغزل الأصواف التي كانت تمون بها مختلف دكاكين «الدرازين» بالمدينة بالإضافة إلى بعض أنواع الخياطة والحرف التقلدية.

### بساتين وحقول عين الحوت
كانت عين الحوت تسمى قديما بمدينة الزهور لكثرة وجمال بساتينها وحقولها ورياضها منها:

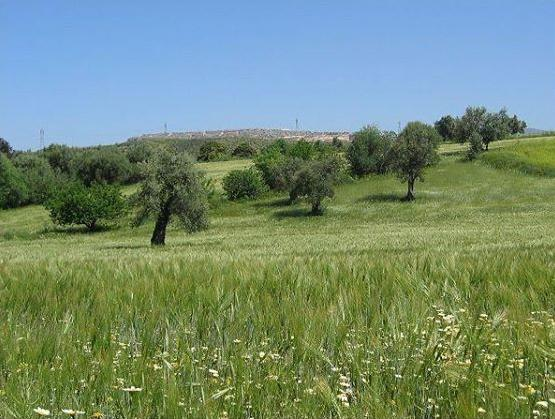
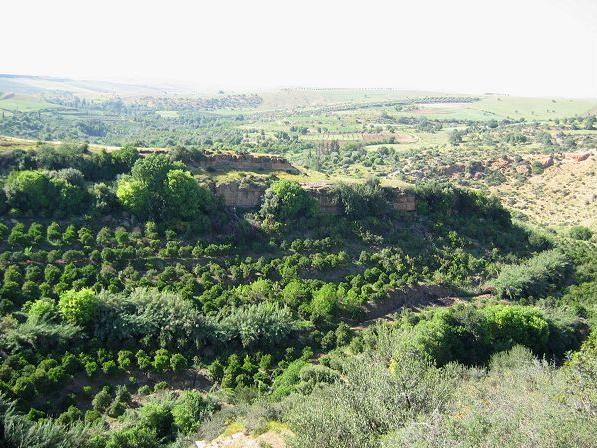
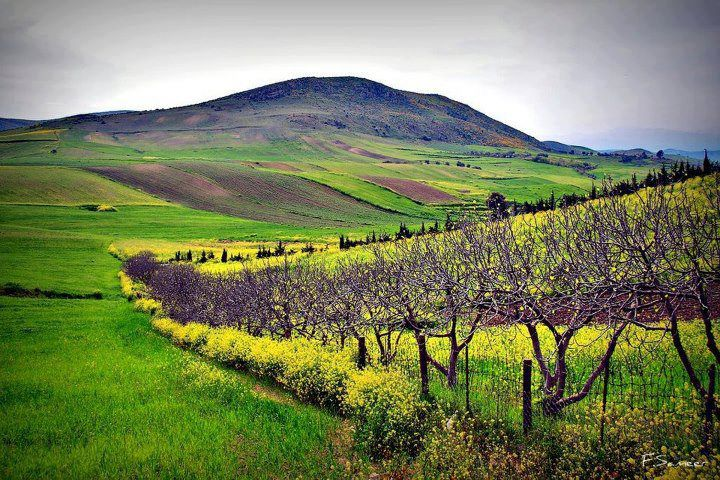
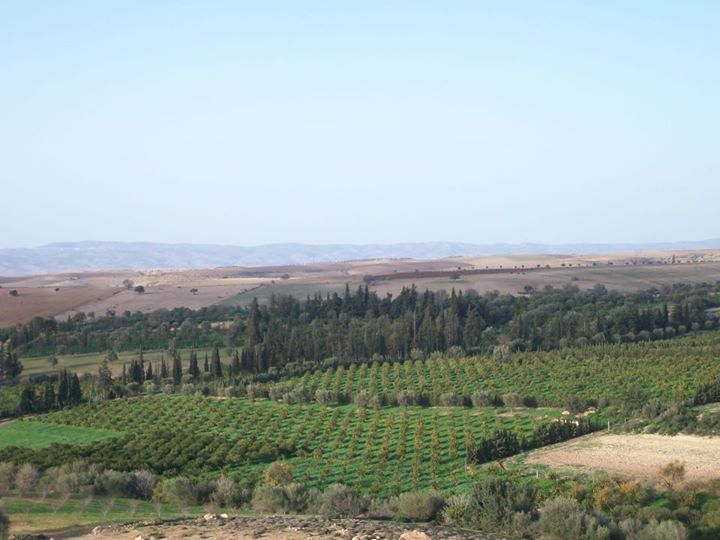

- رياض شعبة الحرة في مدخل القرية
- بساتين الوادي في الشمال الشرقي
- بساتين تغاليمت في الشمال الغربي
- حقول وسهول الشمال قرب سهل السكّاك

## معالم عين الحوت

### العين الرئيسية
وهي العين التي سميت القرية بها تقع عند مدخلها وهي محاطة بصهريج وتتواجد بها بعض الأسماك منذ قرون مما جعلها مصدرا للكثير من الأساطير والقصص تمنع صيدها أو إيذائها.منها قصة أخت الأميرة «شميشة» بنت السلطان التي كانت تتجول بضواحي تلمسان لتقطف الأزهار ففاجأها شاب غريب يريد أن يقترب منها فهربت منه إلى أن وصلت إلى العين فتمنت أن تتخلص من الشاب وقفزت في الماء فحولها الله إلى سمكة  وكثير من الأساطير الأخرى. وقد تم مد قنوات من العين الرئيسية إلى بعض النافورات الموجودة بالقرية مثل نافورة الجامع ونافورة سيدي منصور ونافورة دار الشيخ.

### الجامع العتيق
يعد جامع عين الحوت أهم معالمها ويعد من المساجد القليلة التي بنيت قديما بضواحي المدينة بعيدا عن أسوارها ولا تتوفر معلومات كثيرة عن تأسيسه حيث يذكر البعض أنه تأسس في القرن التاسع الهجري (الخامس عشر ميلادي) على يد الشيخ عبد الله بن منصور الحوتي  ولعله تأسس زمن الإمارة السليمانية بتلمسان لأن محمد بن سليمان وأولاده كانوا مستقرين بعين الحوت خارج المدينة كما ذكرنا من قبل.و يتكون المسجد من:

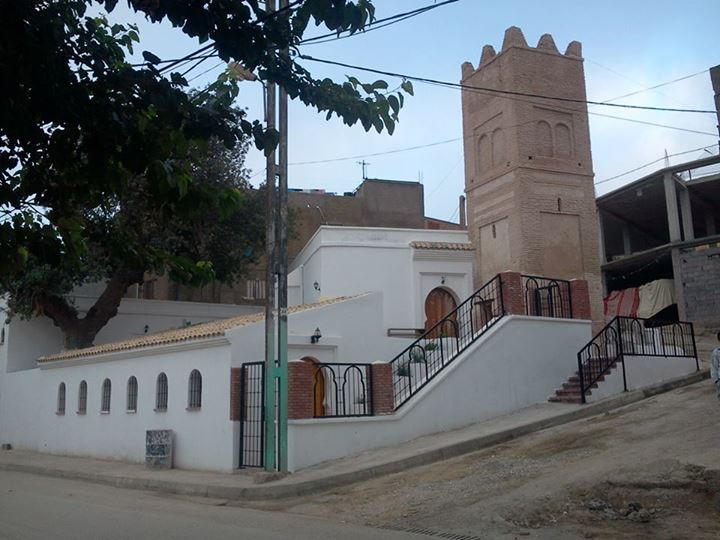
thumb ainelhout mosque

- قاعة الصلاة: وهي عبارة عن قاعة مستطيلة الشكل بها صفان من السواري يتكون الصف الأول من أربع سواري في الوسط وساريتان في طرفي الجدارين الشمالي والجنوبي تكون ستة أقواس والثاني من أربع سواري تكون خمسة أقواس وسقفها محدث بدل السقف الأصلي الخشبي وهو حجري أقيم على سبائك من حديد تمت إقامته في القرن التاسع عشر ميلادي على الأرجح.
- المحراب: وهو تجويف نصف دائري بسيط يمتد تجويفه إلى خارج جدار المسجد ولا توجد به أي نوع من النقوش.
- المئذنة: وهي متوسطة الارتفاع يبلغ علوها عشرة أمتار تقريبا تشبه مآذن بعض مساجد تلمسان الصغيرة وهي مبنية من القرميد الصغير وأصلها في أقصى الركن الغربي لقاعة الصلاة وبها أربعة أشكال مستطيلة بسيطة في أسفلها وثمانية أشكال أقواس في الجزء العلوي وتنتهي بثمانية أشكال مثلثة في أعلاها.
- الصحن: وهو ساحة الجامع الأمامية تقع أمام المسجد من جهة القبلة على ارتفاع ثلاثة أمتار من الطريق الرئيسية للقرية وبركن الصحن في أقصى اليسار توجد شجرة بطم تعرف ببطمة الجامع. وقد حول جزء كبير من الصحن إلى مدرسة للقرآن ذات سقف مائل من القرميد وهذا في إطار ترميم الجامع بمناسبة تظاهرة «تلمسان عاصمة الثقافة الإسلامية 2011»

### مدرسة المكان
وهي بناية صغيرة تقع قرب الجامع العتيق تتكون من قاعتين كانت ولا تزال مدرسة القرآن الكريم لأطفال القرية وقد مر بهذا الكتاب عدة مشايخ وتخرج منه الكثير من الحفظة وكانت تلقى به قديما بعض الدروس والمواعظ.

### زاوية بطيوة
هي زاوية صغيرة كانت مخصصة أيضا لتحفيظ القرآن الكريم للأطفال. 

### الأضرحة

#### ضريح سيدي منصور
وهو عبارة عن أربعة جدران بدون سقف وله باب من حديد وبداخله قبر سيدي منصور بن يحي بن عثمان المغراوي والد سيدي عبد الله بن منصور وقبر آخر وبجواره بعض القبور القديمة وبعض أشجار التوت وقد قامت السلطات الفرنسية ببناء قاعة الفحص ومكتب الحالة المدنية أسفل الضريح.

#### ضريح سيدي عبد الله بن منصور
```

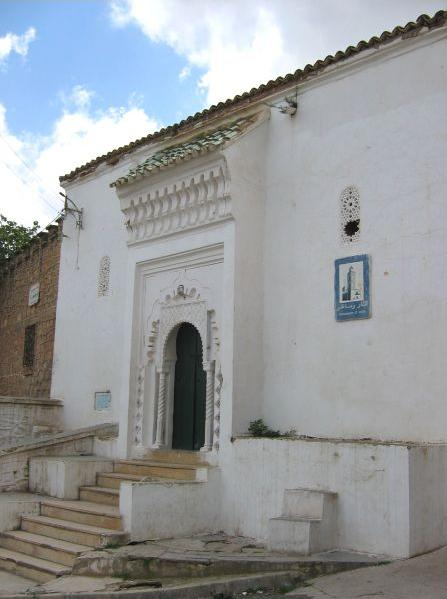
thumb ainelhout sidi abdallah

يقع في أعلى الهضبة المطلة على القرية وهو عبارة عن قاعة مربعة بطول 10 أمتار لكل جانب وبها أربعة أقواس متقابلة وبداخلها قبر سيدي عبد الله بن منصور وقد بني عليه ضريح يقارب علوه المتر وللضريح محراب في جداره الجنوبي وقبة رباعية السطوح مغطاة بالقرميد الأخضر. وأمر ببنائه مصطفى المنزالي 
باي الغرب
 (1802 م - 1805 م)
[
43
]
 سنة 1219 هـ 1802 م. وتدل على ذلك الكتابة الآتية على الضريح: 
```

«الحمد لله رب العلمين أما بعد فهذا ضريح الولي الصالح الزاهد الوارع سيدي عبد الله بن منصور أدركنا الله برضاه آمين»
«أمر بتشييد هذه القبة المباركة مع التابوت أمير المسلمين السيد مصطفى باي أيده الله ونفعه بذلك سنة ثمانية عشر بعد المايتين وألف.»
وقد تعرض هذا الضريح للنهب من طرف جنود أنجاد سنة 1836 م  وهذه الفرقة كانت تابعة للجنرال مصطفى بن إسماعيل البحثاوي الذي انضم للجيش الفرنسي لمحاربة الأمير عبد القادر بعد أن كان من القادة العسكريين لبايلك الغرب.

#### ضريح سيدي محمد بن علي
```

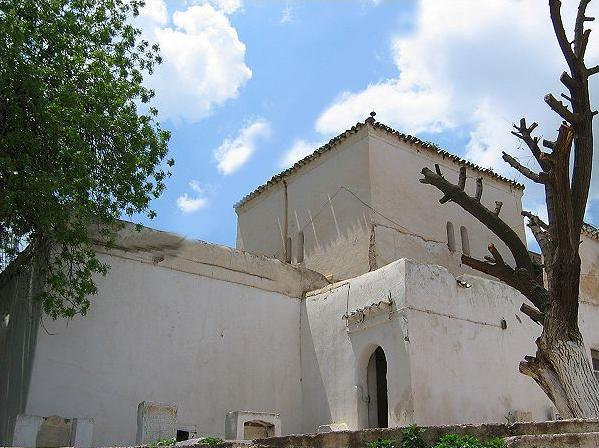
thumb ainelhout sidi benali

يقع في حي «دار العرسة» في أقصى القرية وهو عبارة عن قاعة مربعة سقفها قبة رباعية السطوح مغطاة بالقرميد الأخضر وفي وسطها قبر سيدي محمد بن علي بن محمد بن عبد الله بن منصور وقد بني عليه ضريح وله صحن وسطه مكشوف وبه محراب بجداره الجنوبي وبعض السواري. وبجانبه مقبرة القرية القديمة. وقد أمر ببناء الضريح الدولاتي علي باشا المدعو بوصباع 
داي الجزائر
 (1755 م - 1766 م).
[
46
]
 وأرسل أمره 
لباي الغرب
 إبراهيم الملياني (1755 م - 1766 م) 
[
47
]
 ، وتدل على ذلك الكتابة الآتية على الضريح:
```

" بسم الله الرحمن الرحيم صلى الله على سيدنا ومولانا محمد وآله أما بعد أمر ببناء هذا المقام السعيد أمير المسلمين المجاهد في سبيل رب العالمين المنصور بفضل الله المتوكل عليه المعتمد في جميع أموره على ربه مجند الجنود المنصور الرايات والبنود مولانا الدولاتي السيد علي باشا.
أمر بذلك المعظم الأرفع السيد إبراهيم باي قصد بذلك وجه الله العظيم ورجا ثوابه الجسيم وهو مقام الشيخ الولي الصالح والقطب الواضح سيدي محمد بن العالم سيدي بن علي بن سيدي عبد الله بن منصور نفعنا الله بهم آمين عام أربعة وسبعين وماية وألف." ☃☃

#### ضريح سيدي سليمان
```

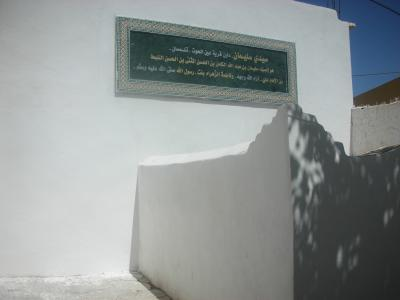
thumb ainelhout sidi sliman

هو عبارة عن أربعة جدران بدون سقف بداخله قبر المولى سليمان بن عبد الله الكامل بن الحسن المثنى بن الحسن بن علي بن أبي طالب حسب ابن خلدون وبعض المؤرخين الذين قالوا بأنه دخل تلمسان وتوفي بها وكانت بداخله نخلة طويلة ولعله قبر سليمان بن أحمد بن محمد بن سليمان بن عبد الله الكامل.
[
10
]
 وبه بعض اللوحات الرخامية تحمل بعض النصوص التعريفية مع قائمة لبعض الشخصيات السليمانية الشهيرة.
```

#### ضريح سيدي بو عبد الله
```
يقع في سفح الجبل المطل على ضريح سيدي محمد بن علي وهو عبارة عن أربعة جدران بدون سقف بداخله قبر أبي عبد الله الحوتي صهر سيدي عبد الله بن منصور ووالد زوجته لالة مريم وهو على الأرجح كما ذكرنا أبو عبد الله الحوتي بن أبي محمد عبد الله الغريق بن أبي عبد الله الشريف التلمساني. 
```

### أشجار البطم
هي ما تعرف محليا بالبطمة وهي أشجار كبيرة عمرها مئات السنين تزين الطريق الرئيسية للقرية ابتداء من الجامع وحتى ضريح سيدي محمد بن علي وهي من معالم عين الحوت المعروفة.

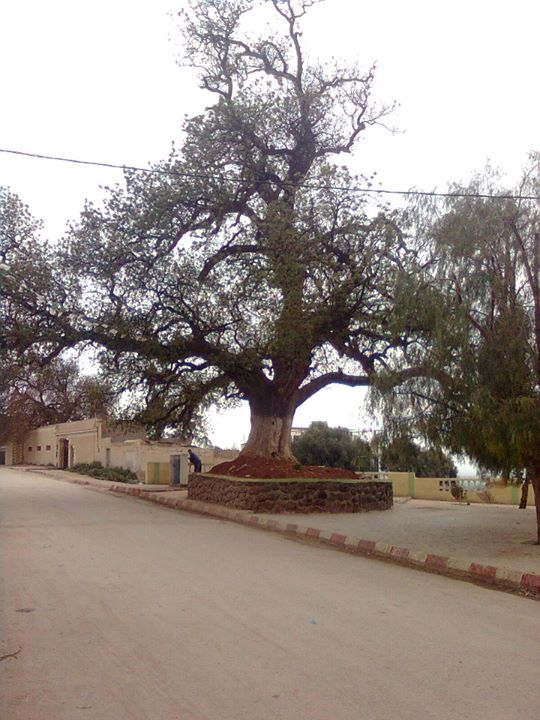
thumb ainelhout betma

### منبع تاحماميت
تعتبر تاحماميت أيقونة عين الحوت فلا تذكر القرية إلا ويذكر معها المسبح الطبيعي الشهير. هي عبارة عن منبع مائي معدني يقع إلى الشمال الشرقي من عين الحوت بجانب الوادي عند سفح هضبة مرتفعة ويبعد عن القرية بحوالي 3 كيلومترات عبر طريق ضيق لا تمر معه السيارات. وقد أحيط المنبع المائي بصهريج من الحجارة معدّ للسباحة. ولهذه المياه المعدنية خصائص استشفائية لبعض الأمراض الجلدية ودرجة حرارتها 32 درجة مئوية وهي ثابتة في الفصول الأربعة. وتسمية تاحماميت خليط من العربية والأمازيغية مكونة من السابقة الأمازيغية «تا» والكلمة العربية «حمّام» واللاحقة الأمازيغية «يت» ويسميها أهل عين الحوت «تاحمّامين» بحرف النون في آخر الكلمة. كانت عين الحوت عامة وتاحماميت خاصة قبلة سكان تلمسان بالأخص في ستينيات وسبعينيات وثمانينيات القرن الماضي خاصة أيام الأعياد والمواسم. 

### عين السّخون

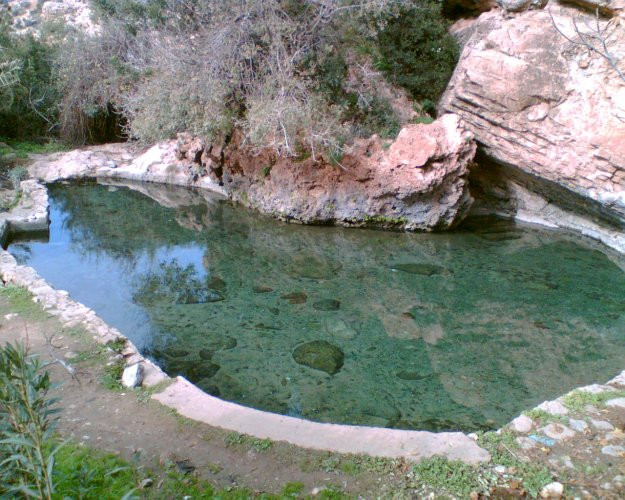
thumb ainelhout tahamamit

هي عين معدنية ساخنة تبعد عن تاحماميت بحوالي 700 متر في أعلى الهضبة المطلة على الوادي. تقع وسط كهف ترابي صغير يسع شخصين أو ثلاثة معدّ للاستحمام. وتعتبر ذات خصائص استشفائية لأمراض جلدية كثيرة مثل الحصبة (بوحمرون) والحُماق (بوشوكة) وغيرها.

### عين العنصر
هي عين طبيعية تقع في الشمال الغربي للقرية في منطقة «تغاليمت» في طريق «الحناية» وتبعد عنها بحوالي كيلومتر واحد وهي باردة صيفا ومعتدلة شتاء.

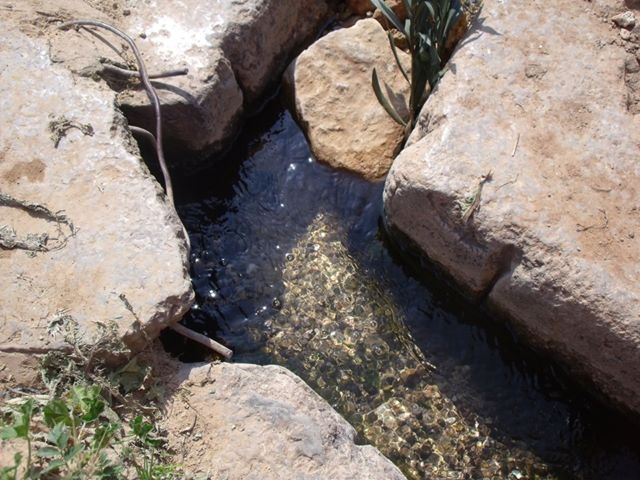
thumb ainelhout ounsour